# Петър Лесев
Петър Василев Лесев е български революционер, велешки войвода на Вътрешната македоно-одринска революционна организация.

## Биография
Петър Лесев е роден на 16 март 1891 година в Ямбол. Завършва гимназия в родния си град и учителства. През ноември 1911 година Петър Лесев е помощник-войвода във велешката чета на Секула Ораовдолски. След смъртта на войводата на 18 януари 1912 година Петър Лесев е избран за велешки околийски войвода.
Участва в Балканската война и Междусъюзническата война като доброволец в четата на Тодор Александров. Войвода е на чета, действаща във Велешко. По-късно в 1-ва рота на 4-та битолска дружина на Македоно-одринското опълчение и участва в боеве със сърбите. Ранен е на 9 юли 1913 година и за проявена храброст е награден с орден „За храброст“ IV степен.
| Чета на Петър Лесев, 22 август 1915 година | Чета на Петър Лесев, 22 август 1915 година | Чета на Петър Лесев, 22 август 1915 година | Чета на Петър Лесев, 22 август 1915 година | Чета на Петър Лесев, 22 август 1915 година |
| Номер                                      | Име                                        | Селище                                     | Околия                                     | Забележка                                  |
| ------------------------------------------ | ------------------------------------------ | ------------------------------------------ | ------------------------------------------ | ------------------------------------------ |
| 1.                                         | Петър Лесев                                | Ямбол                                      | Ямболско                                   |                                            |
| 2.                                         | Иван Гьошев                                | Крайници                                   | Велешко                                    |                                            |
| 3.                                         | Светослав Чучуров                          | Велес                                      | Велешко                                    |                                            |
| 4.                                         | Андон Василев                              | Герман                                     | Преспанско                                 |                                            |
| 5.                                         | Андрея Ставрев                             | Бистрица                                   | Велешко                                    |                                            |
| 6.                                         | Ст. Петров                                 | Войници                                    | Велешко                                    |                                            |
| 7.                                         | Спиро Георгиев                             | Скачинци                                   | Велешко                                    |                                            |
| 8.                                         | Трайко Стоянов                             | Подлес                                     | Велешко                                    |                                            |
| 9.                                         | Христо Стойков                             | Подлес                                     | Велешко                                    |                                            |
| 10.                                        | Павле Лазов                                | Судик                                      | Щипско                                     |                                            |

През 1915 година действа като войвода във Велешко, Щипско и Радовишко. През ноември 1915 година след намесата на България в Първата световна война четата на Лесев става партизански взод към Партизанския отряд на Единадесета пехотна македонска дивизия. Велешкият взвод на Петър Овчаров и радовишкият на старши подофицер Петър Лесев заедно с местна милиция нападат в тил отстъпващите от Радовиш сръбски части, освобождават града и установяват в него българска власт. Петър Лесев в продължение на войната действа в партизанската рота на поручик Никола Лефтеров.
По време на Втората световна война Лесев посещава анексираните от България области, където е назначен от Александър Станишев за околийски управител на Кратово през 1943 г.